# سوت کاردشلر
سوت کاردشلر (ترکی آذربایجانی: Süt Kardeşler؛ ‏ برادران شیری) یک فیلم تلویزیونی ۸۰ دقیقه‌ای ترکی به کارگردانی ارتم اگیلمز است که در سال ۱۹۷۶ ساخته شده است. فیلم‌نامهٔ این فیلم توسط صادق شندیل نوشته شده‌است. کمال سونال در این فیلم نقش شعبان را بازی کرده‌است.

## داستان
ملک خانم رمضان را به اشتباه به جای شعبان فرزند شیری خود دانسته و او را به خانه میهمان می‌آورد و از برادرش حسام‌الدین خجالت کشیده و رمضان را به عنوان دامادش بایرام به وی معرفی می‌کند. حسام‌الدین و شعبان هر دو عاشق «بهتر» دختر میهمان خانه می‌شوند...